# Завязовская
Завязовская — пассажирская и сортировочная железнодорожная станция Свердловской железной дороги в Огнеупорном жилом районе города Нижнего Тагила Свердловской области России. Станция обслуживает местных жителей, работников предприятий и служит вспомогательным сортировочным пунктом направления Нижний Тагил — Алапаевск. От станции отходит ответвление путей к огнеупорному заводу.